# Parwiz Borumand
Parwiz Borumand Szarif (per. پرویز برومند شریف, ur. 11 września 1972 w Teheranie) – irański piłkarz grający na pozycji bramkarza.

## Kariera klubowa
Karierę piłkarską Borumand rozpoczął w klubie Esteghlal Ahwaz. W jego barwach zadebiutował w pierwszej lidze irańskiej. W Esteghlal grał do 1998 roku i wtedy przeszedł do klubu o tej samej nazwie, ale wywodzącego się ze stolicy kraju, Teheranu. Już w pierwszym sezonie wywalczył wicemistrzostwo Iranu oraz dotarł do finału Azjatyckiej Ligi Mistrzów, który wygrał japoński zespół Júbilo Iwata. W 2000 roku Parwiz zdobył Puchar Hazfi (Puchar Iranu), a w 2001 mistrzostwo kraju. W tym samym roku podczas derby z zespołem Persepolis Teheran uderzył w twarz piłkarza rywali Pajana Rafata w wyniku czego na boisku rozpętała się bójka. Borumanda i innych piłkarzy zawieszono na 18 miesięcy, ale z czasem karę skrócono. W 2002 roku Parwiz zdobył kolejny puchar kraju oraz wicemistrzostwo, a w 2004 powtórzył ten drugi sukces. W 2005 odszedł do Rah Ahan Rej i grał tam do 2007 roku. Wtedy też zakończył piłkarską karierę.

## Kariera reprezentacyjna
W reprezentacji Iranu Borumand zadebiutował w 1997 roku. W 1998 roku został powołany przez Dżalala Talebiego do kadry na Mistrzostwa Świata we Francji. Tam był rezerwowym bramkarzem i nie wystąpił w żadnym ze spotkań grupowych. W 2002 roku przestał występować w reprezentacji.